# George N. Shuster

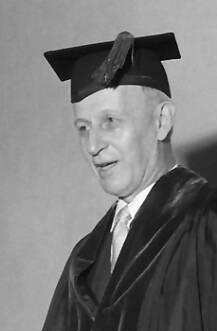
George N. Schuster (1957)

George Nauman Shuster (* 27. August 1894 in Lancaster, Wisconsin; † 25. Januar 1977 in South Bend, Indiana) war ein US-amerikanischer Philologe und Pädagoge. Shuster amtierte unter anderem als amerikanischer Landeskommissar für Bayern.

## Leben und Tätigkeit
George Shuster wuchs als Sohn deutscher Auswanderer aus dem Saarland im US-Bundesstaat Wisconsin auf. Nach dem Schulbesuch studierte er Philosophie und Literatur und neue Sprachen. Einen ersten Abschluss erwarb er 1915 an der Universität Notre Dame. Während des Ersten Weltkrieges kam Shuster mit der US-Armee in Europa zum Einsatz.
Nach seiner Rückkehr aus dem Krieg erwarb Shuster einen Master-Abschluss in englischer Sprache an der Universität. An derselben Einrichtung fungierte er dann von 1920 bis 1924 als Leiter des englischen Seminars. Anschließend arbeitete er von 1924 bis 1935 als Lehrer für Englisch am St. Josephs College für Frauen in Brooklyn. Daneben war er als Redakteur für die New Yorker katholische Zeitschrift Commonweal tätig. 1937 zog er sich aus der Mitarbeiterschaft an dieser aufgrund der die Frankisten in Spanien unterstützenden Haltung der Redaktionsleitung zurück.
1932 unternahm Shuster eine erste Studienreise nach Deutschland. Bei dieser Gelegenheit erlernte er die deutsche Sprache, die er bald auf dem Niveau eines Muttersprachlers beherrschte. 1937 folgte eine zweite Reise nach Deutschland. Bei dieser Gelegenheit hatte er unter anderem die Möglichkeit, den Staatsbesuch des italienischen Diktators Benito Mussolini in München zu beobachten.
1940 schloss Shuster an der Columbia University sein Doktorat ab. Anschließend wurde er Präsident des Hunter College in New York. Diese Position behielt er – unterbrochen durch längere Beurlaubungen zur Wahrnehmung anderer Aufgaben – bis 1960 bei. Nach dem amerikanischen Eintritt in den Zweiten Weltkrieg fungierte Shuster, der als prominenter Katholik und Deutschlandexperte galt und unter anderem mit dem ehemaligen deutschen Reichskanzler Heinrich Brüning persönlich befreundet war, als Berater des State Departments für kulturelle Belange in Hinblick auf das Deutsche Reich. Als Pädagoge war er unter anderem an der Vorbereitung des Reeducation-Programms beteiligt.
In der ersten Nachkriegszeit wurde Shuster aufgrund seiner guten Kenntnisse der deutschen Sprache von der US-Army als Vernehmungsoffizier mit der Befragung hochrangiger Kriegsgefangener betraut. So verhörte er beispielsweise im Juli 1945 den ehemaligen Reichskanzler Franz von Papen im Camp Ashcan in Bad Mondorf.
Von Juli 1950 bis Dezember 1951 amtierte Shuster als Landeskommissar der amerikanischen Besatzungsverwaltung für Bayern. 1950 wurde er in die American Academy of Arts and Sciences gewählt. Einige Jahre später bekleidete er den Posten des amerikanischen Vertreters bei der UNESCO.
1961 kehrte Shuster zur Universität Notre Dame zurück, wo er die Funktion eines Assistenten des Universitätspräsidenten Theodore Hesburgh übernahm. In dieser Stellung verblieb er bis zu seinem Tod.
Shuster veröffentlichte knapp zwanzig Bücher sowie an die dreihundert Zeitschriftenartikel, wobei er sich schwerpunktmäßig mit den Themen Erziehungswesen, Weltpolitik und Religion befasste.

## Schriften
- The Catholic Spirit in Modern English Literatur, 1922.
- The English Ode from Milton to Keats, 1940.
- Modern Education and Human Values, 1948. (zusammen mit Edward Weeks und Reinhold Niebuhr)
- Religion hinter dem Eisernen Vorhang, 1960. (übersetzt von Karl Kindermann und Georg Bohn)
- Moral and Theological Considerations, 1964. (zusammen mit Donald N. Barrett)
- Albert Gregory Cardinal Meyer (= The men who make the council, herausgegeben von Michael Novak, Band 11). Notre Dame University Press, Notre Dame 1964.
- Practical Catholic Applications, 1964.
- The Ground I Walked on, 1981.
- Catholic Education in a Changing World, 1969.